# Аккреция (право)

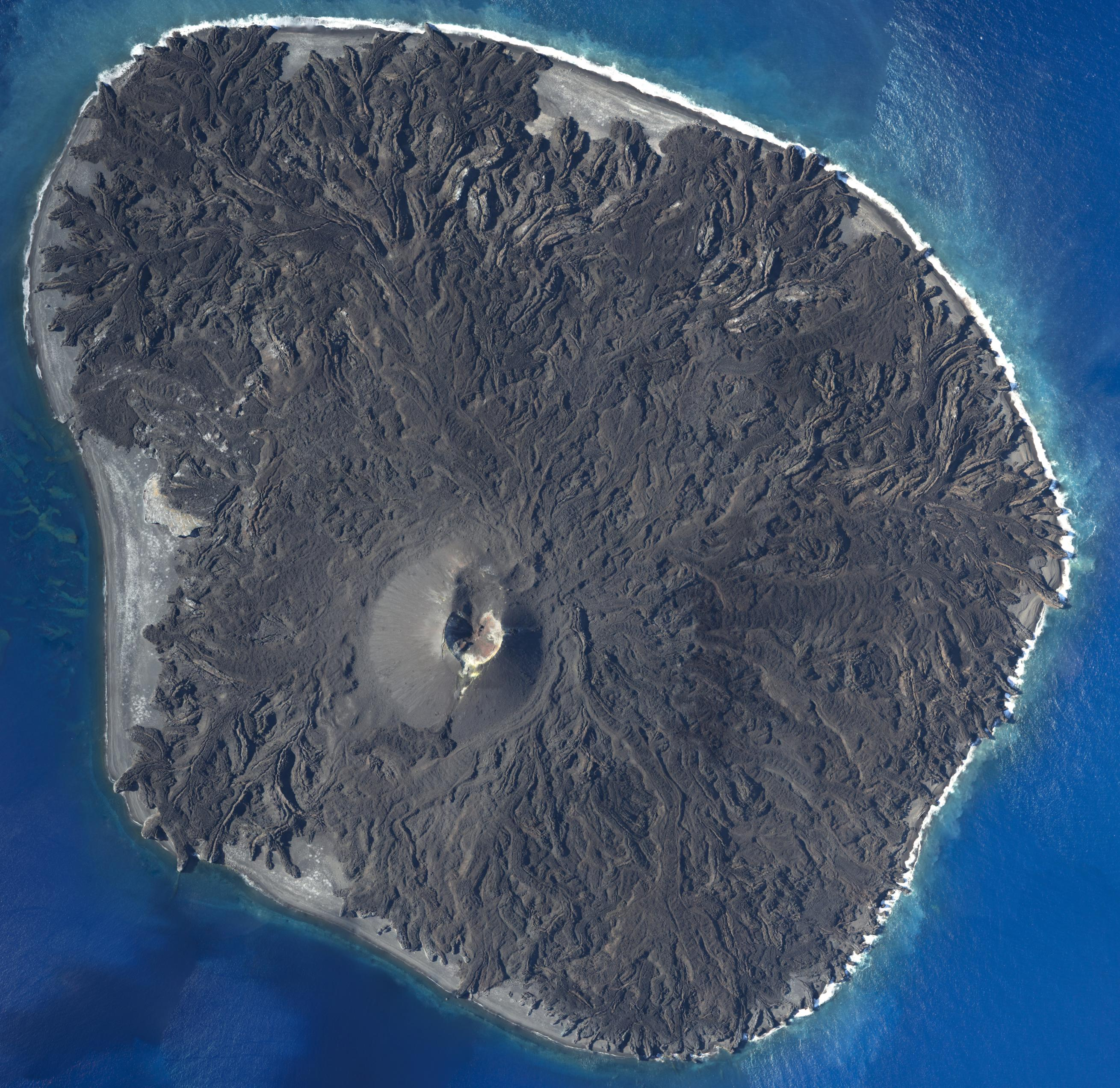
Вулканический остров Нисиносима, один из самых молодых современных островов

Аккре́ция (от лат. accretio — «приращение», «увеличение») — в международном праве естественное приращение территории государства образовавшимися сухопутными участками.
Аккреция происходит в результате появления суши в пределах внутренних или территориальных вод государства — что естественно может происходить следующими путями:
- Нагромождением (из-за длительного воздействия течения) песка в дельте реки;
- Образованием острова вулканического происхождения.

Относительно открытого моря такие острова (они должны подниматься над уровнем воды, то есть не покрываться ею во время прилива) включаются в территорию государства, которое первым нотифицировало об этом другие государства, при условии, что последние не изложили существенных отрицаний. В дальнейшем в отношении таких новых территорий действует доктрина так называемых исторических оснований.
Искусственное наращивание территорий с помощью создания антропогенных островов аккрецией не является.